# Lluís Llach
Lluís Llach i Grande (* 7. května 1948 Verges, Girona) je katalánský hudebník, zpěvák a písničkář, jeden z nejslavnějších umělců zpívajících v katalánštině.

## Životopis
Llach se narodil ve Verges, v jeho 9 letech se rodina přestěhovala do Figueres. Na studiích inženýrství v Barceloně se záhy přidal ke hnutí Cançó Nova, které útočilo na Frankovu diktaturu prostřednictví hudby a umění. V roce 1967 vstoupil coby nejmladší člen do seskupení zpěváků-písničkářů Els Setze Jutges („šestnáct soudců“). Rychle se stal proslulým; jeho recitály dokázaly zaplnit i slavný Palau de la Música Catalana.
Jakožto kritikovi režimu mu bylo v roce 1970 zakázáno vystupovat ve Španělsku. Po jednom z vystoupení v roce 1975 byl zatčen a pokutován. V letech 1971–1976 pobýval Llach převážně v pařížském exilu, kde se rovněž proslavil, zejména koncerty v Olympii. Dva měsíce po Frankově smrti se vrátil do Barcelony a opět vystupoval před desítkami tisíc Katalánců. Od roku 1994 žije v severokatalánském městečku Porrera. V posledních letech pendluje mezi Senegalem, kde založil nadaci věnující se rozvojové pomoci místním dětem, a svou katalánskou rezidencí ve vesnici Parlavà nedaleko Girony. V letech 2015–2017 byl poslancem v katalánském parlamentu. V předčasných volbách v prosinci 2017 již nekandidoval, i když se i nadále věnuje politickému aktivismu.

## Tvorba
Lluís Llach je autorem a interpretem mnoha desítek písní, které zpívá zpravidla sám za doprovodu kytary, případně klavíru; příležitostně vystupuje také jako baryton ve vážné hudbě. V jeho písních se mísí prvky šansonu, latinskoamerické hudby, jazzu, lidové písně; texty zpravidla prostřednictvím nejrůznějších příběhů a obrazů demonstrují katalánskou kulturní identitu, svobodu, odpor vůči fašismu, španělskému centralismu a jazykovému útlaku. Mezi jeho nejznámější písně patří El Bandoler či L'estaca, jejíž sláva se donesla až do Polska, kde ji přetextoval Jacek Kaczmarski pod názvem Mury („zdi“).

## Diskografie
| - Els èxits de Lluís Llach (1968) - Ara i aquí (1970) - Com un arbre nu (1972) - Lluís Llach a l'Olympia (1973) - L'Estaca (1973) - I si canto trist… (1974) - Viatge a Itaca (1975) - Barcelona, gener de 1976 (1976) - Campanades a morts (1977) - El meu amic, el mar (1978) - Somniem (1979) - Verges 50 (1980) - I amb el somriure, la revolta (1982) - T'estimo (1984) - Maremar (1985) - Camp del Barça, 6 de juliol de 1985 (1985) - Astres (1986) | - Geografia (1988) - La forja de un rebelde (BSO)(1990) - Torna aviat (1991) - Ara, 25 anys en directe (1992) - Un pont de mar blava (1993) - Rar (1994) - Porrera (1995) - Nu (1997) - 9 (1998) - Temps de revoltes (2000) - Jocs (2002) - Junts (společně s Josepem Carreras, 2003) - Poetes (2004) - Que no s'apague la llum (společně s Feliu Ventura, 2005) - i. (2006) - Verges 2007 (2007) |